# Lally Stott
Harold "Lally" Stott Jr. (16 de enero de 1945 - 6 de junio de 1977)  fue un cantautor y músico inglés conocido por el sencillo "Chirpy Chirpy Cheep Cheep", que alcanzó los primeros puestos de las listas de éxitos europeas en la versión de la banda escocesa de folk, Middle of. the Road en 1971 y llegó a vender más de 10 millones de copias en todo el mundo. En Estados Unidos y Canadá, el tema fue popularizado por el dúo Mac & Katie Kissoon. 

## Biografía
Harold Stott nació en Prescot, Lancashire, Inglaterra en 1945. Hijo del matrimonio formado por Harold Stott Sr. y Lily Stott.  El nombre "Lally" fue un apodo que le dieron cuando era niño y que lo acompañó hasta la edad adulta. 
A comienzos de los años 60 militó en varios grupos de Merseybeat, incluidos The Vaqueros, Denny Seyton & The Sabres y Four Just Men, que lanzaron dos sencillos para Parlophone en 1964 y 1965. Esta banda evolucionaría hasta convertirse en Wimple Winch, aunque Stott ya había abandonado el grupo para ese momento. 
Pasó varios años en Italia, como vocalista y líder de la banda beat de Liverpool de los años 60 The Motowns (originalmente llamada Lally Scott & The Black Jacks).  La banda apareció en la película italiana de 1967 Soldati e capelloni.  Stott dejó la formación en 1969.
Escribió y grabó la canción "Chirpy Chirpy Cheep Cheep", que publicó en septiembre de 1970 en el sello discográfico Philips. La banda de pop escocesa Middle of the Road lanzó más tarde su versión, que llegó a encabezar la lista de singles del Reino Unido en 1971 durante cinco semanas, y también alcanzó el número uno en los Países Bajos, Bélgica, Dinamarca, Suecia o España. La propia versión de Stott de la canción fue un éxito en Italia, Francia, los Países Bajos y alcanzó el número uno en Australia durante una semana.  También llegó al puesto 92 en el Billboard Hot 100 de Estados Unidos.  La canción ha sido versionada en muchos idiomas, incluidos vietnamita, coreano, estonio, sueco, francés, finlandés, español, holandés y alemán.
Stott lanzó otros éxitos menores, "Jakaranda" y "Love Is Free, Love Is Blind, Love Is Good". También escribió "My Summer Song", que fue grabada por Engelbert Humperdinck, Jerry Reed y Jigsaw. Para Middle of the Road, Stott coescribió "Bottoms Up", "Samson and Delilah", "Sacramento", "Tweedle Dee, Tweedle Dum", todas alcanzando el top 10 en varios países europeos entre 1971 y 1973.
Bajo su propio nombre, Stott lanzó, con moderado éxito, "Good Wishes, Good Kisses", que fue usado como tema principal de la miniserie de televisión italiana "Tenente Sheridan - La donna di picche" y "Sweet Meeny".
Lally Stott murió el 3 de junio de 1997 en un accidente de tráfico mientras circulaba en una pequeña bicicleta cerca de su ciudad natal, Prescot. El accidente ocurrió cuando un automóvil se detuvo frente a él y Stott chocó contra un poste de telégrafo.   Sufrió heridas en la cabeza y las piernas y murió tres días después, tenía 32 años.  Está enterrado en el cementerio de St. Ann, en Rainhill. 